# Corpse Husband
Corpse Husband (* 8. August 1997 in San Diego; bürgerlicher Name unbekannt), auch nur Corpse genannt, ist ein US-amerikanischer YouTuber und Musiker.

## Werdegang
Bereits als Schüler litt Corpse Husband unter gesundheitlichen Problemen. In der achten Klasse verließ er zwischenzeitlich die Schule. Als es nach seiner Rückkehr zu ständigen Auseinandersetzungen mit Lehrern kam, wurde er von der Schule geworfen. Später schloss er sich einer Gruppe YouTubern unter dem Namen Horror Narration Channels an. Ab 2015 startete er seinen eigenen Kanal, auf dem er Horrorgeschichten vorliest. Auf Vorschlag seiner damaligen Freundin nannte er sich Corpse Husband. Sein Markenzeichen ist eine extrem tiefe Stimme sowie die Geheimhaltung seiner Identität. Bis Oktober 2020 erreichte er rund 2,4 Millionen Abonnenten auf YouTube.
Nebenbei startete er eine Musikerkarriere. Ab 2020 veröffentlichte er mehrere Singles, wobei ihm im September 2020 mit E-Girls Are Ruining My Life! der erste Charteinstieg gelang. Im Vereinigten Königreich belegte das Lied Platz 90. Der Rapper Savage Ga$p ist bei dem Lied als Gast zu hören. Ein Jahr später arbeitete er mit Machine Gun Kelly zusammen. Die Single Daywalker stieg in die britischen und US-amerikanischen Singlecharts ein. In dem Musikvideo wird Corpse Husband durch die YouTuberin Valkyrae porträtiert.
Corpse Husband leidet an verschiedenen Krankheiten, wie Fibromyalgie, dem Thoracic-outlet-Syndrom, Gastroösophagealen Reflux, was für seine tiefe Stimme verantwortlich ist, und Sozialphobie.

## Diskografie

### Singles
| Jahr | Titel Album                    | Höchstplatzierung, Gesamtwochen, AuszeichnungChartplatzierungen (Jahr, Titel, Album, Platzierungen, Wochen, Auszeichnungen, Anmerkungen) | Höchstplatzierung, Gesamtwochen, AuszeichnungChartplatzierungen (Jahr, Titel, Album, Platzierungen, Wochen, Auszeichnungen, Anmerkungen) | Anmerkungen                                                                         |
| Jahr | Titel Album                    | UK | US | Anmerkungen                                                                         |
| ---- | ------------------------------ | --- | --- | ----------------------------------------------------------------------------------- |
| 2020 | E-Girls Are Ruining My Life! – | UK90 Silber · (3 Wo.)UK | US— PlatinUS | Erstveröffentlichung: 30. September 2020 Verkäufe: + 1.200.000; mit Savage Gasp     |
| 2021 | Daywalker –                    | UK53 (3 Wo.)UK | US88 (1 Wo.)US | Erstveröffentlichung: 12. März 2021 mit Machine Gun Kelly                           |
| 2021 | Hot Demon Bitches Near U –     | UK86 (1 Wo.)UK | US— GoldUS | Erstveröffentlichung: 10. September 2021 Verkäufe: + 500.000; Corpse & Night Lovell |

Weitere Singles
- 2016: Grim Grinning Ghost (The Living Tombstone feat. Corpse & Crusher P)
- 2020: Miss You! (US: Gold)
- 2020: Cat Girls Are Ruining My Life!
- 2020: Cabin Fever
- 2020: Never Satisfied
- 2020: White Tee
- 2020: Agoraphobic (US: Gold)
- 2022: Poltergeist! (mit OmenXIII)
- 2022: FuK U Lol
- 2022: Life Waster
- 2022: Misa Misa!
- 2022: Like Yxu WxuldX Knxw (Autumn Trees) (Kordhell feat. Corpse & Scarlxrd)
- 2023: Under the Weather
- 2023: Code Mistake (feat. Bring Me the Horizon)

## Auszeichnungen für Musikverkäufe
Anmerkung: Auszeichnungen in Ländern aus den Charttabellen bzw. Chartboxen sind in ebendiesen zu finden.
| Land/RegionAuszeichnungen für Musikverkäufe (Land/Region, Auszeichnungen, Verkäufe, Quellen) | Silber  | Gold     | Platin  | Verkäufe  | Quellen   |
| -------------------------------------------------------------------------------------------- | ------- | -------- | ------- | --------- | --------- |
| Vereinigte Staaten (RIAA)                                                                    | —       | 3× Gold3 | Platin1 | 2.500.000 | riaa.com  |
| Vereinigtes Königreich (BPI)                                                                 | Silber1 | —        | —       | 200.000   | bpi.co.uk |
| Insgesamt                                                                                    | Silber1 | 3× Gold3 | Platin1 |           |           |